# 김재영 (기업인)
김재영(1973년~)은 대한민국의 기업인이자 비디오 게임 개발자이다. 비디오 게임 개발사 라이온하트스튜디오의 공동 창업자이자 회장인 그는 대한민국에서 가장 부유한 사람들 중 한 명이다. 2024년 4월, 포브스는 그의 순자산을 US$10억 7천만 달러로 추정했으며, 국내에서 36번째 부자로 선정했다.
1973년에 태어났다. 그는 한양대학교에서 기계 공학 석사 학위를 받았다. 2001년에는 일본 비디오 게임 회사인 코에이에서 일했다. 2003년에는 대한민국 비디오 게임 회사인 소프트닉스의 팀장이 되었다. 2005년에는 네오위즈의 개발 이사가 되었다. 2012년에는 액션스퀘어를 공동 창업하고 CEO가 되었다. 2018년에는 라이온하트스튜디오를 공동 창업하고 CEO가 되었다.